# Дикая кошка (фильм)
«Дикая кошка» (англ. Wildcat) — художественный фильм режиссёра Итана Хоука. Главную роль, писательницы Флэннери О’Коннор, исполнит Майя Хоук.

## Сюжет
В основе сюжета биография американской писательницы Флэннери О’Коннор, долгая история публикации её романа «Мудрая кровь» и борьба с волчанкой.

## В ролях
- Майя Хоук — Флэннери О’Коннор
- Лора Линни — Реджина
- Филипп Эттингер — Роберт Лоуэлл
- Стив Зан
- Рафаэль Казаль — О.Э. Паркер
- Купер Хоффман — Мэнли Пойнтер
- Алессандро Нивола
- Винсент Д’Онофрио
- Уилла Фицджеральд
- Лиам Нисон — священник

## Производство
Съёмки фильма начались в январе 2022 года. Главную роль исполнит Майя Хоук. В актёрский состав также вошли Лора Линни, Стив Зан, Купер Хоффман, Алессандро Нивола и Винсент Д’Онофрио. В интервью изданию Variety Хоук говорит «Майя много лет работала над этим проектом, и мы благодарны за возможность познакомить новое поколение кинозрителей с гением Фланнери О’Коннор».
Мировая премьера фильма состоялась на 50-м кинофестивале в Теллуриде 1 сентября 2023 года. Фильм также был показан на Международном кинофестивале в Торонто 11 сентября 2023 года. В январе 2024 года компания Oscilloscope приобрела права на прокат фильма в США. Фильм вышел в ограниченный прокат в Нью-Йорке и Лос-Анджелесе 3 мая 2024 года, после чего последовал широкий релиз.

## Отзывы и оценки
На сайте Rotten Tomatoes фильм имеет рейтинг 56 % основанный на 73 отзывах, со средней оценкой 4.9/10.